# Капцегайтуйське сільське поселення
Капцегайту́йське сільське поселення (рос. Капцегайтуйское сельское поселение) — сільське поселення у складі Краснокаменського району Забайкальського краю Росії.
Адміністративний центр та єдиний населений пункт — село Капцегайтуй.

## Населення
Населення сільського поселення становить 347 осіб (2019; 467 у 2010, 800 у 2002).